# Derolus pakistanus
Derolus pakistanus là một loài bọ cánh cứng trong họ Cerambycidae.